# رسم اصطلاحي جيني

رسم اصطلاحي جيني للكروموسوم واي Chromosome Y.

رسم اصطلاحي جيني (بالإنجليزية: Idiogram)‏ هو تمثيلٌ رسومي لأجزاء في الكروموسومات لمجموعة الكروموسومات أحادية الصيغة الصبغية أو النمط النووي. لا ينبغي الخلط بين هذا المصطلح بصيغته الإنجليزية «idiogram» والمصطلح الثاني القريب له بصيغته الألمانيّة «Ideogram» فالفُروق ليست بالملحوظة أو الواضحة بين الكلمتين لكنّ لكل مصطلح معنى مختلف، فالأول هو تمثيل رسمي لأجزاء في الكروموسومات أما الثاني فيُمثل كائنًا معينًا.